# Автоінструктор
Автоінстру́ктор, інструктор з водіння автомобіля – спеціаліст, що навчає водінню автомобілем. В залежності від рівня навчання водінню послуги інструктора можна поділити таким чином:
- Навчання початковим навичкам водіння з метою отримання водійського посвідчення. Проводиться в рамках курсу навчання в автошколі. В Україні навчати водінню автомобілем за цим напрямом мають право тільки спеціалісти, атестовані в ДАІ.
- Вдосконалення навичок водіння. Такі послуги надають приватні інструктори та спеціалізовані школи водіння. У великих містах вдосконалення навичок має велику актуальність, оскільки умови водіння в мегаполісах досить складні. В основному вдосконалення навичок лежить в площині безпечного водіння, яке являє собою правила для прогнозування дорожньої ситуації й запобігання аварійним ситуаціям, та контраварійного водіння, навички за допомогою яких можна уникати аварій та зменшувати їх наслідки.